# Costa Smeralda (судно)
Costa Smeralda — круїзне судно класу Excellence, яким зараз керує Costa Cruises, дочірня компанія Carnival Corporation & plc. Водотонажністю 185,010 GT, це найбільше судно, яке коли-небудь було введено в експлуатацію для Costa, а також шосте за величиною круїзне судно у світі станом на  2019. Costa Smeralda також є другим круїзним судном у світі, яке повністю працює на зрідженому природному газі (СПГ), що робить Costa другою круїзною компанією, яка працює на зрідженому природному газі, після того, як дочірній бренд AIDA Cruises став першим у 2018 році. У Costa Smeralda буде корабель-побратим Costa Toscana, поставка якого запланована на 2021 рік  Її перший круїз відбувся 21 грудня 2019 року  

## Дизайн і опис
Будучи судном, що працює на зрідженому природному газі (СПГ), Costa Smeralda оснащено гібридними двигунами, що працюють на дуельному паливі, і отримує всю свою бортову та навігаційну потужність від СПГ.
Costa Smeralda бере свій дизайн і технічний шаблон від оригінального прототипу класу Геліос, який пізніше утворить AIDAnova. Корабель оснащений чотирма 16-циліндровими моделями двигунів MaK 16VM46DF, кожен з яких має максимальну потужність понад 960 кіловат (1 290 к.с.) на кожен циліндр, що становить 15 440 кіловат (20 710 к.с.) на двигун. Максимальна потужність розрахована на 37 000 кіловат (50 000 к.с.). 
Коста Смеральда має 20 палуб і довжину 337 метрів (1 105 футів 8 дюймів), осадка 8,8 метрів (28 футів 10 дюймів), а мідель 42 метри (137 футів 10 дюймів). Пасажиромісткість становить 5224 осіб при двомісному розміщенні та 6554 при максимальній місткості, що розміщується в 2612 пасажирських каютах. Екіпаж складає 1646 осіб.  Система забезпечує масимальну швидкість 21,5 вузлів (39,8 км/год; 24,7 миль/год).